# Карасёв, Антон Андреевич
Антон Андреевич Карасёв (1909—1980) — советский лётчик-штурмовик военно-морской авиации, участник Великой Отечественной войны, Герой Советского Союза (14.06.1942). Подполковник (18.04.1946).

## Биография

Могила А. А. Карасёва на Ново-Волковском кладбище Санкт-Петербурга.

Родился 25 февраля 1909 года в деревне Старый Пруд (ныне — Себежский район Псковской области). В 1924 году переехал в Ленинград. Там окончил два курса рабфака при Ленинградском котлотурбинном заводе в 1932 году, после чего работал на Кировском заводе. С 1931 года состоял в ВКП(б).
В июне 1932 года призван на службу в Рабоче-крестьянскую Красную Армию. В декабре 1932 года окончил Военно-теоретическую школу лётчиков ВВС РККА в Ленинграде, в 1934 году — 14-ю военную авиационную школу лётчиков в городе Энгельс. С декабря 1934 года проходил службу в 4-й легкобомбардировочной эскадрилье ВВС в Белорусском военном округе (младший лётчик, старший лётчик). С мая 1938 по март 1940 года служил командиром звена в 4-й отдельной истребительной эскадрилье в том же округе. Затем направлен на Северный флот на должность флагманского штурмана эскадрильи 72-го смешанного авиационного полка ВМФ.
В конце 1940 года был направлен на Высшие курсы усовершенствования командного состава ВВС и ПВО ВМФ (Новый Петергоф), из которых был досрочно выпущен уже после начала Великой Отечественной войны в конце июня 1941 года. 
С июня 1941 года — на фронтах Великой Отечественной войны. Был назначен заместителем командира эскадрилью 13-го истребительного авиационного полка ВВС Балтийского флота, в августе переведён на те же должность в 57-й штурмовой авиаполк 8-й бомбардировочной авиабригады ВВС КБФ. Участвовал в оборонительных сражениях в Прибалтике и в обороне Ленинграда.
К январю 1942 года капитан Антон Карасёв совершил 59 боевых вылетов на штурмовку скоплений боевой техники и живой силы противника, уничтожив в составе группы 43 танка, 113 автомашин, 51 орудие зенитной артиллерии, 4 батареи полевой артиллерии и много иных целей. В боях 1941 года был трижды ранен.

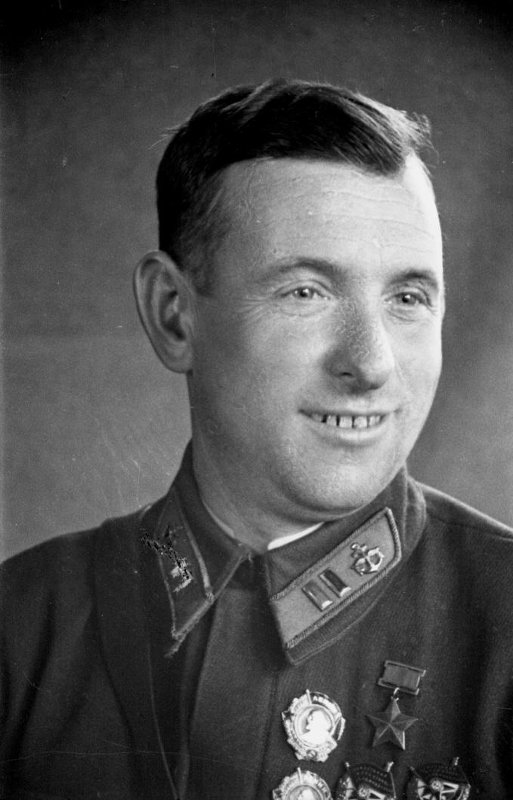
Майор А. А. Карасёв в 1942 году

Указом Президиума Верховного Совета СССР «О присвоении звания Героя Советского Союза начальствующему составу Военно-морского флота» от 14 июня 1942 года за «образцовое выполнение боевых заданий командования на фронте борьбы с немецкими захватчиками и проявленные при этом отвагу и геройство» Антон Андреевич Карасёв удостоен звания Героя Советского Союза с вручением ордена Ленина и медали «Золотая Звезда» за номером 650.
Успешно воевал в том же полку и далее, в ноябре 1942 года стал командиром эскадрильи. Приказом Наркома ВМФ № 79 от 1 марта 1943 года за мужество и героизм, проявленные в боях со врагом, полку было присвоено гвардейское звание и он был переименован в 7-й гвардейский штурмовой авиационный полк ВВС Балтийского флота. В августе 1943 года А. А. Карасёв стал помощником командира этого полка, а уже в сентябре 1943 года — командиром полка. Во главе полка участвовал в Ленинградско-Новгородской наступательной операции. К концу января 1944 года на боевом счету А. А. Карасёва были уже 168 успешных боевых вылетов, намного вырос и счёт уничтоженной им боевой техники врага.
С января 1944 года служил старшим инспектором—лётчиком Главного управления ВВС ВМФ СССР. В этой должности участвовал в советско-японской войне в августе 1945 года. 
После окончания войны Карасёв продолжил службу в Вооружённых Силах. В декабре 1945 года переведён инспектором—лётчиком старшим в Лётную инспекцию, а в мае 1947 года — в отдел лётной службы Управления авиации ВМС. В декабре 1947 года был направлен на учёбу. В декабре 1948 года окончил Высшие офицерские курсы Авиации ВМС и далее служил в 8-м ВМФ, был назначен заместителем командира — инспектором-лётчиком по технике пилотирования и теории полёта 69-го отдельного разведывательного авиаполка. В мае 1950 года переведён на такую же должность в 8-й гвардейский штурмовой авиационный полк ВМФ. С марта 1951 года — начальник воздушно-стрелковой службы 738-й истребительной авиадивизии 8-го ВМФ. С октября 1952 года — заместитель командира 1681-го учебного авиаполка в 93-м военно-морском авиационном училище лётчиков первоначального обучения. В ноябре 1953 года подполковник А. А. Карасёв уволен в запас. 
Проживал в Ленинграде. Умер 25 мая 1980 года, похоронен на Ново-Волковском кладбище Санкт-Петербурга.

## Награды
- Герой Советского Союза (14.06.1942)
- Два ордена Ленина (13.11.1941, 14.06.1942)
- Три ордена Красного Знамени (24.12.1941, 9.06.1942, 26.02.1953)
- Орден Александра Невского (28.01.1944)
- Орден Красной Звезды (6.11.1947)
- Медаль «За боевые заслуги» (3.11.1944)
- Медаль «За оборону Ленинграда» (1943)
- Ряд медалей[4]